# Rusalka (ópera)
Rusalka, B. 203, Op. 114 (pronunciaciónⓘ) es una ópera en tres actos con música de Antonín Dvořák y libreto en checo de Jaroslav Kvapil (1868-1950), estrenada en Praga el 31 de marzo de 1901 bajo la dirección de Karel Kovařovic. El nombre de la ópera proviene de la mitología eslava, donde Rusalka es un espíritu del agua que vive en lagos o ríos.

## Historia

### Composición
El libreto fue escrito por el poeta Jaroslav Kvapil (1868–1950) sin que le fuera pedido por ningún compositor. Está basado en los cuentos de hadas de Karel Jaromír Erben y Božena Němcová. La rusalka es una antiquísima figura de los cuentos de hadas, una duendecilla de la mitología eslava que normalmente habita en un lago o en un río. Aparece en la literatura europea ya en el año 1387, en los poemas del trovador francés Jean d'Arras, en poemas posteriores la encontramos como sirena, ondina o melusina. Pertenece a un reino intermedio de la existencia en el cual creía firmemente, como muchos otros, el genial investigador de la naturaleza, médico y artista de la medicina, Teofrastro von Hohenheim, conocido como Paracelso (1493-1541). La rusalka es, como las ninfas y las ondinas, un espíritu elemental, ligado con el cuerpo y la sangre al reino de los hombres, pero también a causa de su falta de alma, al mundo de los espíritus. Su anhelo es convertirse en ser humano y poder amar como una mujer terrenal, hasta el precio del sufrimiento y de la muerte.
La ópera contiene elementos que aparecen también en La Sirenita de Hans Christian Andersen y Undine de Friedrich de la Motte Fouqué. El poeta lo terminó en 1899. Kvapil creó un verdadero libro de cuentos, que si bien recibió muchas influencias (especialmente una que no se encuentra en otros textos sobre ondinas: la de Andersen), es homogéneo, bello y lleno de vivacidad. Empezó a buscar un compositor interesado en él. Sus amigos compositores estaban implicados en otros proyectos, pero mencionaron que Dvorák estaba buscando uno. El compositor, que siempre se interesó en las historias de Erben, leyó el libreto. El deseo más grande de Dvořák era lograr un éxito rotundo con una ópera, quizá llegar a escribir auténticas óperas populares, como Verdi. Compuso la música en un tiempo relativamente corto: empezó el 22 de abril de 1900 y la completó para finales de noviembre. Sería su mejor obra dramática y merece un lugar entre las mejores óperas de todos los países. El ambiente mágico del primer y último acto está maravillosamente conseguido, tiene algo de Wagner aquí y allá, pero es antes que nada checa, con la más profunda y fina sensibilidad para un verdadero arte popular. La ópera cuenta con melodías de una belleza pura y conmovedora. Se sabe que, para componer esta ópera, se retiraba todos los días durante diversas horas junto a un lago solitario en el bosque.
Dvorák se valió de todos los recursos estilísticos de moda en aquella época, el desarrollo clásico, la técnica del leitmotiv, las formas del lied y del aria, todos ellos se sintetizan de manera armoniosa para ofrecer una mezcla interesante de los modismos de la música impresionista y tintes del expresionismo.	Algunas arias son en efecto similares a las melodías folclóricas, hay algunas armonías típicas de la música checa, el libreto recuerda a las baladas checas de Erben, pero sobre todo, la melodía y las palabras en checo corresponden perfectamente.

### Representaciones
La ópera se estrenó en el Teatro Nacional de Praga el 31 de marzo de 1901, con Růžena Maturová como la primera Rusalka. La ópera tuvo un éxito enorme en tierras checas, y pronto lo tuvo en el extranjero. Representa la piedra angular del repertorio de los teatros de ópera checos. Como prueba de la popularidad que tuvo en su país, en 1946 hubo 500 representaciones, cantidad solo superada por dos óperas de Smetana, La novia vendida (1866) y El beso (1876).
Sigue en el repertorio, aunque no está entre las más representadas; en las estadísticas de Operabase aparece la n.º 56 de las cien óperas más representadas en el período 2005-2010, siendo la 1.ª en la República Checa y la primera también de Dvořák, con 80 representaciones.
En España se estrenó en el Gran Teatro del Liceo de Barcelona el 21 de febrero de 1924.
El aria más conocida de la ópera es la Canción a la Luna, que canta Rusalka para pedirle que la convierta en un ser humano que pueda ser amada por El Príncipe. La han interpretado en conciertos sopranos como Lucia Popp, Gabriela Beňačková, Anna Netrebko, Karita Mattila, Frederica von Stade, Pilar Lorengar y Renée Fleming. Se ha usado en bandas sonoras como "Paseando a Miss Daisy".
En escena, las más famosas Rusalkas han sido Gabriela Beňačková, Renée Fleming, Kristine Opolais y Asmik Gregorian.
La dinámica de la obra es interesante. El Acto I contiene algunos crescendi que reflejan el amor naciente entre Rusalka y el príncipe. Pueden así identificarse 4 acordes claros en el Acto I, que se asocian a las palabras amado, amor y muerte (acordes mayores) y pecado (acorde menor). En cambio, en el Acto II, los acordes mayores son destruidos por un conjunto de acordes menores, signo de las complicaciones trágicas que se aproximan.

## Personajes

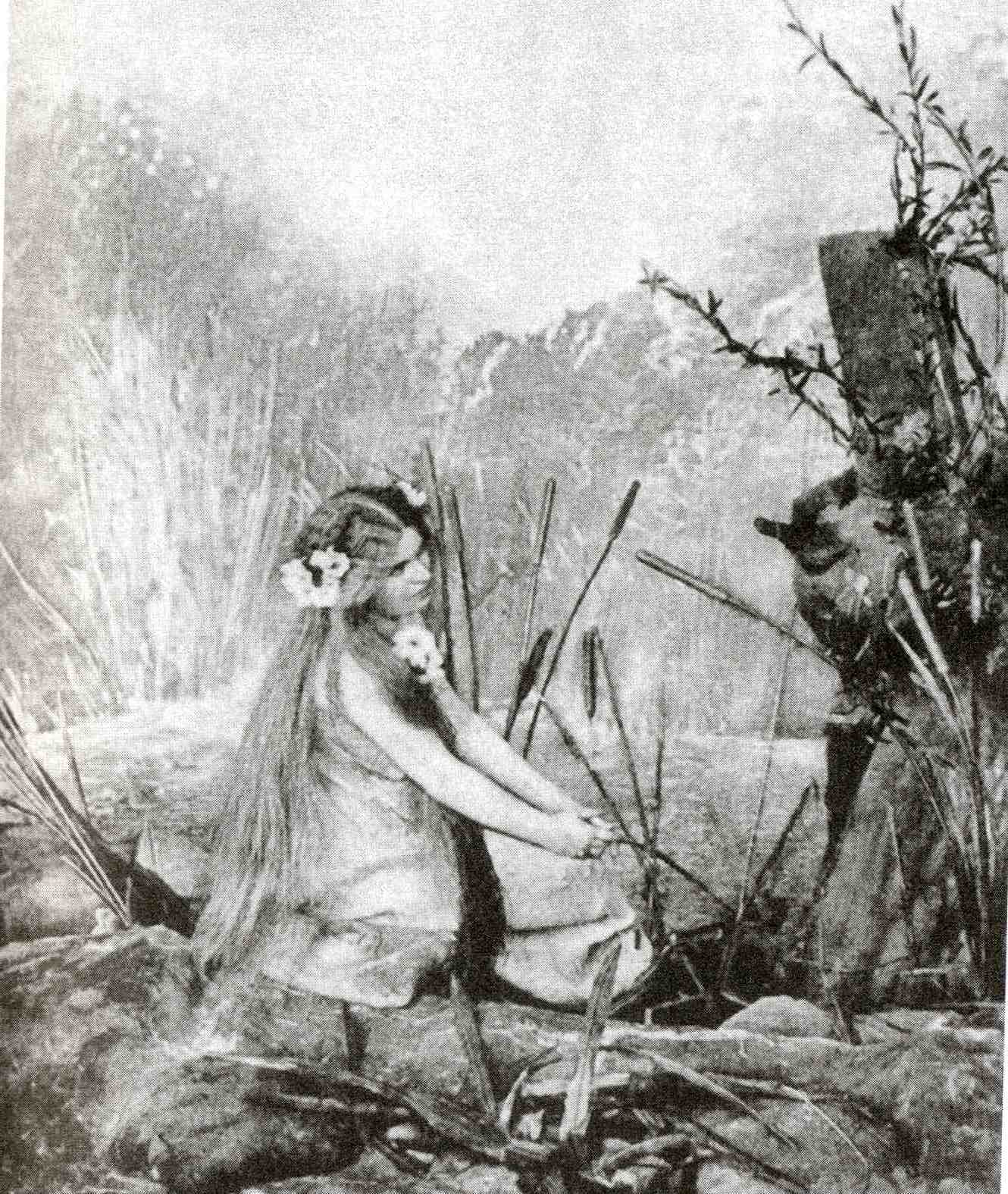
Růžena Maturová como la primera Rusalka

| Personaje                      | Tesitura               | Elenco del estreno, 31 de marzo de 1901 (Director: Karel Kovařovic) |
| ------------------------------ | ---------------------- | ------------------------------------------------------------------- |
| Rusalka                        | soprano                | Růžena Maturová                                                     |
| El príncipe                    | tenor                  | Bohumil Pták                                                        |
| Vodník, el duende de agua      | bajo                   | Václav Kliment                                                      |
| La princesa extranjera         | soprano o mezzosoprano | Marie Kubátová                                                      |
| Ježibaba, una bruja            | contralto              | Růžena Vykoukalová-Bradáčová                                        |
| La duquesa                     | contralto              | Marta Krásová-Jirák                                                 |
| Primera duendecilla del bosque | soprano                | Amalie Bobková                                                      |
| Segunda duendecilla del bosque | soprano                | Ella Tvrdková                                                       |
| Tercera duendecilla del bosque | mezzosoprano           | Helena Towarnická                                                   |
| El guardabosques               | barítono               | Adolf Krössing                                                      |
| Pinche de cocina               | soprano                | Vilemína Hájková                                                    |
| El cazador                     | barítono               | František Šír                                                       |

## Argumento
El argumento se basa en una fábula popular de Moravia. Rusalka, la ondina de los lagos, le pide a una bruja que la transforme en mujer para entregarse al amor de un joven príncipe. El poder de la bruja es relativo y la ninfa se convierte en una princesa muda. Se trata de una obra de fantasía, en la cual el elemento dramático apenas existe, centrando la acción en su contenido poético y simbólico.

### Acto I
Un prado al borde de un lago
Tres ninfas acuáticas bailan felices hasta la llegada de su padre, un espíritu de las aguas que se pone a jugar con ellas. En ese momento, Rusalka, la cuarta hermana, se despierta y confía a su padre que se ha enamorado de un Príncipe humano joven que suele cazar alrededor del lago, y ella desea convertirse en humana para poder abrazarlo. El padre, tras advertirle que si hace eso perderá la inmortalidad y viendo que está decidida, le dice que vaya a hablar con la bruja Jezibaba. Rusalka canta su Canción de la Luna, pidiéndole que le cuente al Príncipe su amor. Jezibaba le dice a Rusalka que si se convierte en humana y es traicionada por el príncipe, tanto ella como el príncipe serán malditos por toda la eternidad, y que Rusalka perderá su voz cuando sea humana. Rusalka, que solo piensa en el amor, acepta y Jezibaba le da un bebedizo. Llega el príncipe, cazando una cierva blanca, y le pregunta si es ninfa o humana. Rusalka lo abraza y se la lleva al palacio. Su padre y hermanas se lamentan.

### Acto II
El jardín en el palacio del príncipe
Los preparativos para la boda entre Rusalka y el príncipe se llevan a cabo. Un guardabosques y su sobrina, la pinche de cocina, señalan que el príncipe se va a casar con una novia muda y anónima, sospechan de brujería y dudan de que el matrimonio dure, puesto que el príncipe ya está prestando atención a una Princesa extranjera invitada a la boda. La Princesa extranjera, celosa, maldice a la pareja. El príncipe rechaza a Rusalka.
Sigue un ballet, tras el cual el padre de Rusalka entra en escena. Encuentra a su hija desesperada y le pregunta si es esa la felicidad que buscaba entre los humanos. Rusalka, que sí puede hablar con su padre, le pide ayuda. El duende del agua se lleva a Rusalka de vuelta a la laguna. Para concluir el acto, el príncipe y la princesa extranjera entran de nuevo en escena. El príncipe le declara su amor a la princesa, esta le dice al príncipe que ya no lo quiere y que siga a Rusalka al infierno.

### Acto III
Un prado al borde de un lago
Rusalka está desesperada, puesto que no es ninfa ni humana, su única tarea será conducir a los hombres a la muerte. Pide a la bruja Jezibaba que la ayude y esta sugiere que mate, con la daga que le entrega, al hombre que la llevó a la perdición, pero Rusalka se niega, lanzando la daga al lago. Rusalka se convierte en una bludička, un espíritu de muerte que vive en las profundidades del lago, emergiendo solo para atraer a los humanos a la muerte.
El guardabosques y la pinche de cocina bajan al fondo del lago para pedir a la bruja que los ayude, puesto que el príncipe está desolado desde que Rusalka lo abandonó
El espíritu del agua aparece, los criados huyen aterrorizados, y culpa al príncipe de la traición sufrida por su hija Rusalka. Las duendecillas del bosque lamentan la petición de Rusalka. El príncipe, siguiendo a su cierva blanca, llega al lago, siente a Rusalka y la llama. Le pide que lo bese, incluso sabiendo que este beso significa la muerte y la perdición. Se besan y el príncipe muere dichoso. Y el espíritu del agua comenta que "Todos los sacrificios son fútiles". Rusalka agradece al príncipe que le permitiera experimentar el amor humano, encomienda su alma a Dios y regresa a su lugar en las profundidades del lago como un demonio de la muerte.

## Instrumentación
La partitura está escrita para las voces solistas, un coro mixto (SATB) y una orquesta formada por:
- Viento madera: 1 flautín, 2 flautas, 2 oboes, 1 corno inglés, 2 clarinetes, 1 clarinete bajo, 2 fagotes.
- Viento metal: 4 trompas, 3 trompetas, 3 trombones, 1 tuba.
- Percusión: timbales, bombo, platillos, tam-tam, triángulo.
- Teclado: armonio.
- Cuerda: arpa y una sección de cuerdas con violines I y II, violas, violonchelos y contrabajos.

Se trata de una orquestación estándar de finales del Romanticismo.

## "Canción de la Luna"
El extracto más famoso de Rusalka es el aria de Rusalka “Luna en el cielo profundo” (Měsíčku na nebi hlubokém). La fallecida soprano eslovaca Lucia Popp fue famosa por su interpretación. La soprano eslovaca Gabriela Beňačková estricta intérprete postmoderna; Renée Fleming, la soprano lírica estadounidense; y Anna Netrebko han dado interpretaciones bien conocidas de la "Canción de la Luna". Joan Hammond la grabó (en inglés) con gran éxito en los años cincuenta, cuando era mucho menos conocida de lo que fue posteriormente.
La obra aparece en el cedé Voice of the Violin de Joshua Bell lanzado por Sony en 2006 como una transcripción para violín y orquesta. La soprano Blythe Walker interpreta el aria en la grabación de Telarc Classics of the Silver Screen con la Orquesta de los Cincinnati Pops, dirigida por Erich Kunzel.
La letra de esta famosa aria es la siguiente:
| Libreto en checo | Traducción al español |
| --- | --- |
| Mĕsíčku na nebi hlubokém, Svĕtlo tvé daleko vidi, Po svĕtĕ bloudíš širokém, Díváš se příbytky lidí, Mĕsíčku postůj chvíli, Řekni mi, kde je můj milý ? - Řekni mu, stříbrný mĕsíčku, Mé že jej objímá rámě, Aby si alespoň chviličku, Vzpomenul ve snĕní na mne, Zasvět’ mu do daleka, zasvět' mu, Řekni mu, řekni, kdo tu naň čeká, O mněli duše lidská sní, At’ se tou vzpomínkou vzbudíl, Mĕsíčku, nezhasni, nezhasni, | Luna en el cielo profundo, tu luz lejana miro, y vagas por la superficie de la Tierra, bañando con tu mirada el hogar de los hombres. Detente un momento. Dime, ¿dónde está mi amor? - Dile, Luna plateada, que es mi brazo quien lo abraza, para que se acuerde de mí al menos un instante. Y dile que yo espero. Ilumínalo todo, desde lejos, y si aparece en un sueño para el alma humana, ¡reza para que se despierte con este recuerdo! ¡Luna, no te escondas, no te escondas! ¡Luna, no te escondas más! |

## Discografía selecta
| Año  | Elenco (Rusalka, el Príncipe, Vodník - el duendecillo, La Princesa Extranjera, Ježibaba - la bruja) | Director, Teatro de ópera y orquesta                                                                                        | Sello discográfico                                                                   |
| ---- | --------------------------------------------------------------------------------------------------- | --- | ------------------------------------------------------------------------------------ |
| 1953 | Maria Tauberová, Beno Blachut, Karel Kalaš                                                          | František Dyk, Orquesta de Radio Praga y Coro de Radio Checoslovaca. Cantada en esperanto y titulada en este idioma Najado. | Radio Praga. A fecha de 2012 no comercializado. Disponible en Youtube casi completa. |
| 1961 | Milada Subrtová, Ivo Zídek, Eduard Haken, Marie Ovcacíková, Alena Míková                            | Zdenek Chalabala, Coro y orquesta del Teatro Nacional de Praga                                                              | CD: Supraphon                                                                        |
| 1982 | Gabriela Benacková, Wiesław Ochman, Richard Novák, Vera Soukupová, Anna Barova                      | Václav Neumann, Orquesta Filarmónica Checa y Coro Filarmónico de Praga                                                      | CD: Supraphon Cat: SU 3178-2 633 Grabación de excepcional calidad.                   |
| 1986 | Eilene Hannan, John Treleaven, Rodney Macann, Phyllis Cannan, Ann Howard                            | Mark Elder, Orquesta y coro de la Ópera Nacional Inglesa, (cantada en inglés)                                               | DVD: Arthaus Musik (lanzado en 2006) Cat: 102 019                                    |
| 1998 | Renee Fleming, Ben Heppner, Franz Hawlata, Eva Urbanová, Dolora Zajick                              | Charles Mackerras, Orquesta Filarmónica Checa y Coro Mixto de Kühn                                                          | Audio CD: Decca Cat: 000289 460 5682 0                                               |
| 2002 | Renee Fleming, Sergei Larin, Franz Hawlata Eva Urbanova, Larissa Diadkova                           | James Conlon, Orquesta y coro de la Ópera de París                                                                          | DVD: Arthaus Musik (lanzado de nuevo en 2009), Cat: 107 031                          |
| 2007 | Cheryl Barker, Rosario la Spina, Bruce Martin, Elizabeth Whitehouse, Anne-Marie Owens               | Richard Hickox, Orquesta y coro de la Ópera de Sídney                                                                       | Audio CD: Chandos, Cat: CHAN 10449(3)                                                |
| 2009 | Ana Maria Martinez, Brandon Jovanovich, Mischa Schelomianski, Tatiana Pavlovskaya, Larissa Diadkova | Jirí Belohlávek, Orquesta Filarmónica de Londres y el Coro de Glydebourne                                                   | Audio CD: Ópera del Festival de Glyndebourne Cat: GFOCD 007-09                       |

### En otros medios
La grabación de Beňačková apareció en la película Paseando a Miss Daisy. La grabación de Renée Fleming en la película mexicana El Cielo Dividido así como en la película estadounidense Pretty Bird. El aria ha sido arreglada para corneta y banda de metales por Gordon Langford; este arreglo ha sido grabado por Phillip McCann con la Black Dyke Mills Band bajo Peter Parkes. La canción también se usó en la película In Hell protagonizada por Jean Claude Van Damme y Bicentennial Man protagonizada por Robin Williams.